# Ju-Jitsu European Union
Die European Ju-Jitsu Union (EJJF oder JJEU) ist der europäische Dachverband für Ju-Jutsu und Jiu-Jitsu. Es ermöglicht den einzelnen Ju-Jitsu Spitzenfachverbänden Europas sich gegenseitig zu koordinieren, sei es bei der Ausrichtung internationaler Wettkämpfe oder bei der Technikabstimmung (Prüfungstechniken etc.)

## Geschichte
Die Ju-Jitsu European Federation gründete sich 1977. Die ersten Mitglieder waren Deutschland, Italien und Schweden, welche diesen Prozess initiierten. Nach und nach traten weitere Ju-Jitsu Organisationen aus den verschiedenen Ländern Europas bei. Zehn Jahre nach der Gründung der European Ju-Jitsu Federation (EJJF) gab es von Europa ausgehend eine Initiative auch eine weltweite Dachorganisation zu gründen, die International Ju-Jitsu Federation (IJJF)
Bis 1987 war die European Ju-Jitsu Union der internationale Fachverband auch über Europa hinaus. Mit der Gründung der IJJF 1987 wurde die European Ju-Jitsu Union (JJEU) Kontinentalverband.
Nachdem die Sportart Ju-Jitsu in den Allgemeinen Verband internationaler Sportverbände 1993 aufgenommen worden war und erste internationale Meisterschaften nach einem einheitlichen System 1997 ausgetragen wurden, wurde die European Ju-Jitsu Federation (EJJF) in die European Ju-Jitsu Union (EJJU) und die Internationale Ju-Jitsu Federation (IJJF) in die Ju-Jitsu International Federation (JJIF) umbenannt.
Die Ju-Jitsu European Union ist bis heute ein konstituierendes Mitglied der Ju-Jitsu International Federation (JJIF).

## Mitglieder
Die European Ju-Jitsu Union umfasst derzeit (Stand: 2011) insgesamt 32 nationale Mitgliedsorganisationen.
Liste der Mitgliedsländer:
| Nation           | Verband                                                | Abkürzung | Website |
| ---------------- | ------------------------------------------------------ | --------- | ------- |
| Österreich       | Jiu Jitsu Verband Österreich                           | JJVÖ      |         |
| Aserbaidschan    | Azerbaijan Republic Ju-Jitsu National Federation       |           |         |
| Belgien          | Belgian Ju-Jitsu Federation                            |           |         |
| Bulgarien        | Bulgarian Ju-Jitsu Federation                          |           |         |
| Kroatien         | Croatian Ju-Jitsu Union & Zagreb JJ Association        |           |         |
| Zypern           | Cyprus Ju-Jitsu Federation                             |           |         |
| Tschechien       | Czech Fighting Ju-Jitsu Federation                     |           |         |
| Dänemark         | Danish Judo & Ju-Jitsu Federation                      |           |         |
| Estland          | Eesti Ju-Jutsu Liit                                    |           |         |
| Finnland         | Federation Francaise Judo Ju-Jitsu D.A.                |           |         |
| Frankreich       | Federation Francaise Judo Ju-Jitsu D.A.                |           |         |
| Griechenland     | Greek Sport-Fan Amateur Ju-Jitsu Federation            |           |         |
| Deutschland      | Deutscher Ju-Jutsu Verband                             | DJJV      | [ 2 ]   |
| Ungarn           | Hungarian Budo Federation                              | HBF       |         |
| Israel           | Israel Ju-Jitsu Federation                             |           |         |
| Italien          | Associazione Italiana Ju-Jitsu                         |           |         |
| Lettland         | Latvian Ju-Jitsu Federation                            |           |         |
| Nordmazedonien   | Macedonian Ju-Jitsu Federation                         |           |         |
| Montenegro       | Montenegro Ju-Jutsu Federation                         |           |         |
| Niederlande      | Judo Bond Netherlands                                  |           |         |
| Norwegen         | Norwegian Martial Arts Federation                      |           |         |
| Polen            | Polish Ju-Jitsu Association                            |           |         |
| Portugal         | Federaçã Ju-Jitsu e Disciplinas Associades de Portugal | FJJDAP    |         |
| Republika Srpska | Republic of Srpska Ju-Jitsu Federationl                | JRS       |         |
| Rumänien         | Romanian Martial Arts Federation – JJ Dept.            |           |         |
| Russland         | Russian Ju-Jitsu Federation                            |           |         |
| Serbien          | Ju-Jutsu Federation of Serbia                          |           |         |
| Slowenien        | Ju-Jitsu Federation of Slovenia                        |           |         |
| Spanien          | Royal Spanish Judo Federation                          |           |         |
| Schweden         | Swedish Budo & MAs Federation                          |           |         |
| Schweiz          | Schweizerischer Judo & Ju-Jitsu Verband                |           |         |
| Ukraine          | Ju-Jitsu Association of Ukraine                        | JJAU      |         |
| England          | British Ju-Jitsu Association                           |           |         |

## Präsidium
| Amt                              | Amtsinhaber     |
| -------------------------------- | --------------- |
| Präsident                        | Robert Perc     |
| 1. Vizepräsident / Schatzmeister | Michael Korn    |
| 2. Vizepräsident                 | Philippe Merlin |
| 3. Vizepräsidentin               | Dana Mortelsman |
| Generalsekretär                  | Rick Frowjn     |

## JJEU Technical Officers
| Amt                  | Amtsinhaber           |
| -------------------- | --------------------- |
| Sportdirektor        | Jeanette Andersson    |
| Kampfrichterdirektor | Ueli Zuercher         |
| Eventdirektor        | Anastasios Poulikidis |